# Julian Lewis (homme politique)
Pour les articles homonymes, voir Julian Lewis.
Julian Murray Lewis (né le 26 septembre 1951) est un homme politique conservateur britannique qui est député de New Forest East depuis 1997. Lewis est président du comité du renseignement et de la sécurité de 2020 à 2024, succédant à Dominic Grieve.
Lewis est président du comité spécial de la défense de 2015 à 2019. Il poursuit activement le maintien et le renouvellement de la dissuasion nucléaire stratégique britannique, le Programme nucléaire britannique Trident - confirmé en 2016 - et des campagnes pour que les dépenses de défense soient rétablies à 3% du PIB.
Eurosceptique, Lewis soutient les groupes pro-Brexit Leave Means Leave et le European Research Group (ERG) . Il est l'un des 28 députés conservateurs (les «Spartiates») à avoir voté les trois fois contre l'accord de retrait de l'UE de Theresa May, le considérant comme "Brexit in Name Only" .

## Éducation, activisme et début de carrière
Né à Swansea, dans une famille juive et fils d'un tailleur et designer, Lewis fait ses études à Dynevor Grammar School puis au Balliol College d'Oxford, où il reçoit un BA, et plus tard une maîtrise en philosophie et politique. Il fait ses études de troisième cycle au St Antony's College d'Oxford, où il reçoit le doctorat en études stratégiques pour sa thèse sur "British Military Planning for Post War Strategic Defence, 1942-1947" en 1981.

### Infiltration de tendance militante du travail
De 1976 jusqu'au début de 1978, avec un financement secret de la Freedom Association, il se présente comme un travailliste modéré et gagne brièvement le contrôle du parti travailliste de la circonscription de Newham North East, dans une tentative finalement infructueuse de renverser la désélection du député en poste, Reg Prentice, et afin de mettre en évidence l'entrisme de la tendance militante au sein du Parti travailliste,,. Prentice lui-même s'est ensuite joint aux conservateurs.
À la fin de la campagne de Newham, en 1978, Lewis retourne à ses études de DPhil et rejoint la division de Londres de la Royal Naval Reserve, au HMS President, servant comme matelot sur le dragueur de mines de classe Ton basé à Southampton, le HMS Glasserton (M1141).

### Opposition au CND
Lewis est l'un des principaux opposants à la Campagne pour le désarmement nucléaire et à d'autres organisations de gauche tout au long des années 1980. De 1981 à 1985, il est directeur de recherche, puis directeur de la Coalition pour la paix par la sécurité, mise en place pour soutenir le remplacement de Polaris par Trident et le déploiement de missiles de croisière de l'OTAN à RAF Greenham Common et RAF Molesworth, pour contrer les Missiles SS-20 soviétiques. Cela contribue à la réalisation de la proposition d'option zéro du président Reagan en 1981 sous la forme du Traité de 1987 sur les forces nucléaires à portée intermédiaire.

### Département de recherche conservateur
À partir du milieu des années 1980, Lewis est également directeur de Policy Research Associates, travaillant avec des membres conservateurs et crossbench de la Chambre des lords pour initier des changements à diverses législations,,,.
Avec son collègue conservateur John Bercow - élu plus tard président de la Chambre des communes - il dirige pendant plus de dix ans un cours avancé de discours et de campagne, qui forme plus de 600 conservateurs (dont plusieurs députés actuels) aux techniques de campagne et de communication.
De 1990 à 1996, Lewis est directeur adjoint du département de recherche conservateur au Conservative Central Office (CCO). À l'approche des élections générales de 1992, CCO publie des répertoires détaillés compilés par Lewis énumérant le soutien des députés travaillistes et des candidats aux causes de gauche,,. Il continue dans ce poste après sa sélection en février 1996 comme candidat parlementaire potentiel pour la nouvelle circonscription de New Forest East mais en décembre de cette année il démissionne de CCO pour faire campagne contre le fait que la Grande-Bretagne rejoigne la monnaie unique européenne. Ce n'est que plus tard que l'opposition à l'adoption de l'euro devient une position politique officielle des conservateurs.

## Carrière parlementaire
Il se présente à Swansea West aux élections générales de 1983. Il est élu député de New Forest East en 1997. Au Parlement, il est ministre fantôme de la Défense de 2002 à 2004 et de 2005 à 2010, également ministre fantôme du Cabinet Office de 2004 à 2005, et whip de l'opposition de 2001 à 2002. Avant de rejoindre le banc avant, il est membre du comité spécial de la défense et du comité restreint gallois, et est également élu à l'exécutif du comité 1922 du parti conservateur.
Avec la création de la Coalition libérale-conservatrice à la suite de l'élection d'un parlement suspendu en 2010, le poste qu'il avait vise (ministre des Armées) est attribué au porte-parole libéral-démocrate de la Défense, le député Nick Harvey. Lewis est nommé membre de la commission du renseignement et de la sécurité du Parlement en septembre 2010.
Julian Lewis est décrit par le Daily Telegraph comme «l'un des plus vigoureux partisans de la droite de la chambre des Communes » et par The Guardian comme le «front bench terrier» du Parti conservateur. Il est l'un des députés de l'année choisis par les commentateurs du site ConservativeHome, en décembre 2009 et en décembre 2010 .
Son travail de circonscription est toujours effectué par correspondance, par téléphone et par rendez-vous, mais pas par courrier électronique, qu'il décrit comme "inefficace, peu sûr et ouvert aux abus",.
En mai 2014, il est l'un des huit candidats à la présidence du Comité spécial de la défense de la Chambre des communes, arrivant deuxième avec 212 voix contre 226 pour le vainqueur. Lewis a été en tête dans quatre des sept étapes de cette élection au vote alternatif . Il est élu membre de la commission spéciale de la défense lors d'une élection partielle en octobre 2014, tout en restant membre de la commission du renseignement et de la sécurité du Parlement.
En mars 2015, il est nommé au Conseil privé du Royaume-Uni.
En juin 2015, il est élu à la présidence du Comité spécial de la défense des Communes par 314 voix contre 242, et en juillet 2017, il est réélu à ce poste, dans le nouveau Parlement, par 305 voix contre 265,,. Après avoir supervisé plus de 30 enquêtes au cours des parlements 2015-17 et 2017-2019, Lewis fait savoir en janvier 2020 qu'il ne se représente pas à la présidence de la commission de la défense pour la troisième fois, car "il est mieux de s'arrêter pendant que les gens souhaitent que vous continuiez, que de continuer jusqu'à ce que les gens souhaitent que vous arrêtiez ! ".

### Confidentialité des adresses des députés
De mai à juillet 2008, Lewis lance et organise la campagne couronnée de succès pour modifier la loi sur la liberté de l'information afin qu'une décision de la Haute Cour, obtenue par un journaliste du Sunday Telegraph, selon laquelle les adresses personnelles de 14 députés devraient être publiées ne fasse pas jurisprudence. Plus de 250 députés d'arrière-ban de tous les partis, ainsi que des membres du gouvernement et du cabinet fantôme, ont soutenu cette campagne.
En mars 2009, son amendement au projet de loi sur les partis politiques et les élections est adopté à une majorité de 59 voix. Il supprime l'obligation pour les candidats aux élections générales de divulguer leur adresse personnelle sur les bulletins de candidature et les bulletins de vote, et est soutenu par une majorité de 72 voix lorsque le projet de loi passe par la Chambre des lords en juillet 2009.
Enfin, en mars 2018, dans sa réponse à Intimidation in Public Life: a Review by the Committee on Standards in Public Life  le gouvernement accepte la recommandation du comité selon laquelle il devrait "présenter une législation pour supprimer l'exigence pour les conseillers locaux de faire publier leur adresse personnelle sur le bulletin de vote ". Cette exigence serait remplacée par «la possibilité d'inclure une déclaration de résidence basée sur une circonscription électorale dans laquelle réside le candidat plutôt que d'avoir à inclure une adresse précise».

### Accessibilité
Lewis est le seul député à ne pas permettre à ses électeurs de le contacter par e-mail,. Dans une lettre du Guardian, il déclare: «Les lettres, les appels téléphoniques et, le cas échéant, les rendez-vous sont parfaitement adaptés aux personnes qui ont vraiment besoin de mon aide, comme le confirment pleinement les nombreuses lettres de remerciement citées sur mon site Web. Seuls les militants de masse manipulateurs et les individus obsessionnels trouvent cela un problème ! " .

### Positions politiques
En novembre 2007, Lewis démissionne de son statut de membre à vie de la société de débat de l'Union d'Oxford, après 37 ans, pour protester contre sa décision d'inviter le négationniste de l'Holocauste David Irving et Nick Griffin, le chef du British National Party, à prendre la parole à l'un de ses événements.
En octobre 2011, il est l'un des 81 rebelles conservateurs à avoir voté en faveur d'un référendum sur l'adhésion du Royaume-Uni à l'Union européenne et, en octobre 2012, il est l'un des 53 rebelles conservateurs votant pour exiger une réduction en termes réels dans le budget de l'UE. Les deux positions sont ensuite adoptées par la direction du parti,.
En juillet 2012, il est l'un des 91 conservateurs qui réussissent à bloquer les projets de la Coalition visant à remplacer la Chambre des lords par une deuxième chambre élue à la représentation proportionnelle.
À partir de mai 2013, il s'oppose fermement à l'armement des rebelles dans la guerre civile syrienne, arguant que les armes chimiques d'Assad constitueraient une menace mortelle pour l'Occident si elles tombaient entre les mains de djihadistes combattant aux côtés de l'opposition.
En janvier et mars 2019, il est l'un des 28 députés eurosceptiques conservateurs - les soi-disant «Spartiates» - à voter contre l'accord de retrait de Theresa May dans les trois votes de la Chambre des communes, car «le Brexit devrait signifier Brexit et aucun accord vaut mieux que ce mauvais accord ",,.

### Comité du renseignement et de la sécurité
Le 15 juillet 2020, Lewis est élu président du Comité du renseignement et de la sécurité du Parlement (ISC) avec le soutien des députés de l'opposition au sein de la commission. Il bat Chris Grayling, le candidat soutenu par le gouvernement. Lewis est exclu du groupe conservateur plus tard dans la journée. Le gouvernement n'a pris aucune autre mesure contre lui et il réintègre le groupe conservateur sans condition le 30 décembre 2020.

## Écrits militaires et postes universitaires honorifiques
Son essai sur le désarmement nucléaire contre la paix au 21e siècle remporte le prix Trench Gascoigne du Royal United Services Institute for Defence and Security Studies (RUSI) en 2005. Deux ans plus tard, Lewis remporte ce prix une seconde fois avec un essai intitulé Double-I, Double-N: A Framework for Counter-Insurgency .
Sa dissertation de 10 000 mots sur l'avenir de la dissuasion nucléaire britannique est sélectionnée pour un prix et pour publication en tant que Seaford House Paper par le Royal College of Defence Studies dont il est membre parlementaire en 2006.
Le livre le plus récent de Lewis, publié en 2011, est une biographie militaire Racing Ace - The Fights and Flights of "Kink" Kinkead DSO DSC * DFC *, racontant la vie aventureuse d'un aviateur pionnier dont il a trouvé la tombe dans sa circonscription électorale,. En le choisissant comme «Livre de l'année 2011» pour le Sunday Telegraph Magazine, l'historien Andrew Roberts décrit Samuel Kinkead comme «l'un des aviateurs les plus courageux du 20e siècle» et Racing Ace comme «exactement ce qu'une biographie d'action devrait être» .
La critique de Lewis de la stratégie en Afghanistan International Terrorism - The Case for Containment est publiée dans le journal militaire américain Joint Force Quarterly en avril 2012. En décembre de la même année, le RUSI Journal publie son article de synthèse sur la lutte idéologique contre l'extrémisme islamiste, intitulé Countering Terrorism is not Enough.
En mai 2014, le RUSI Journal publie The Slow Boat to Unilateralism, une analyse par Lewis de la politique libérale démocrate sur la dissuasion nucléaire stratégique britannique après l'achèvement de la Trident Alternatives Review.
En 2010, Lewis est nommé chercheur principal invité, du Centre for Defence Studies, Department of War Studies, King's College, Londres; et, en 2019, il est professeur honoraire, à l'Institut de stratégie et de sécurité, Université d'Exeter .